# Супрасль
Су́прасль (пол. Supraśl) — город в Польше, в Белостокском повете Подляского воеводства. Занимает площадь 5,68 км². Население — 4526 человек (на 2004 год).

## История
Основание Супрасли связано с переносом в 1500 Супрасльского Благовещенского монастыря из находящегося поблизости Грудека вниз по реке. В начале XVI века здесь была построена Супрасльская Благовещенская церковь, которая позже была украшена фресками и иконостасом. На протяжении XVII—XVIII вв. Супрасль стала заметным культурным и научным центром, здесь находилась богатая библиотека, типография. Известны имена ряда сотрудников типографии второй половины XVIII в.: книгопечатники Антон Чернявский, Крестомский, Адам Генрих Подебраньский, художник короля Понятовского и профессор живописи Краковской академии Антоний Грушецкий, гисер Алексей Завадский.

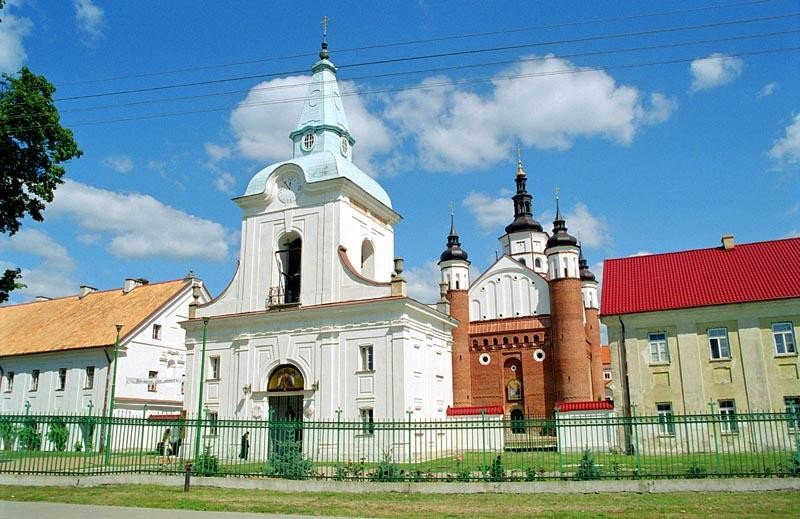
Супрасльский Благовещенский монастырь

В начале XIX в. монастырь пришёл в упадок, библиотека была вывезена из Супрасли, большей частью — в Вильню. Тогда же было утрачено и ценнейшее её достояние: Супрасльская рукопись, древнейшая написанная кириллицей рукопись ХІ в.
В середине XIX в. Супрасль стала крупным центром текстильной промышленности, но текстильные предприятия были ликвидированы в начале XX в. из-за отдалённости города от железнодорожных путей. Архитектурные памятники Супрасли серьёзно пострадали от фашистских оккупантов в 1944, после войны — частично восстановлены. С 1980-х возобновил деятельность Супрасльский Благовещенский монастырь, в 1996 году польское правительство закрепило весь монастырский комплекс за Польской православной церковью, сейчас здесь завершаются реставрационные работы.

## Экономическое развитие
Размещение города в живописной лесистой местности способствует развитию различных отраслей хозяйственной деятельности. В Супрасле находится дирекция ландшафтного парка Кнышинской пущи. Город является центром деревообрабатывающей промышленности. Здесь развивается рекреационная сфера, с 2001 года Супрасль имеет статус курорта. Через город проходят туристические маршруты, с 2006 действует музей икон. В Супрасле работает Высшая школа физического воспитания и туризма.

## Достопримечательности

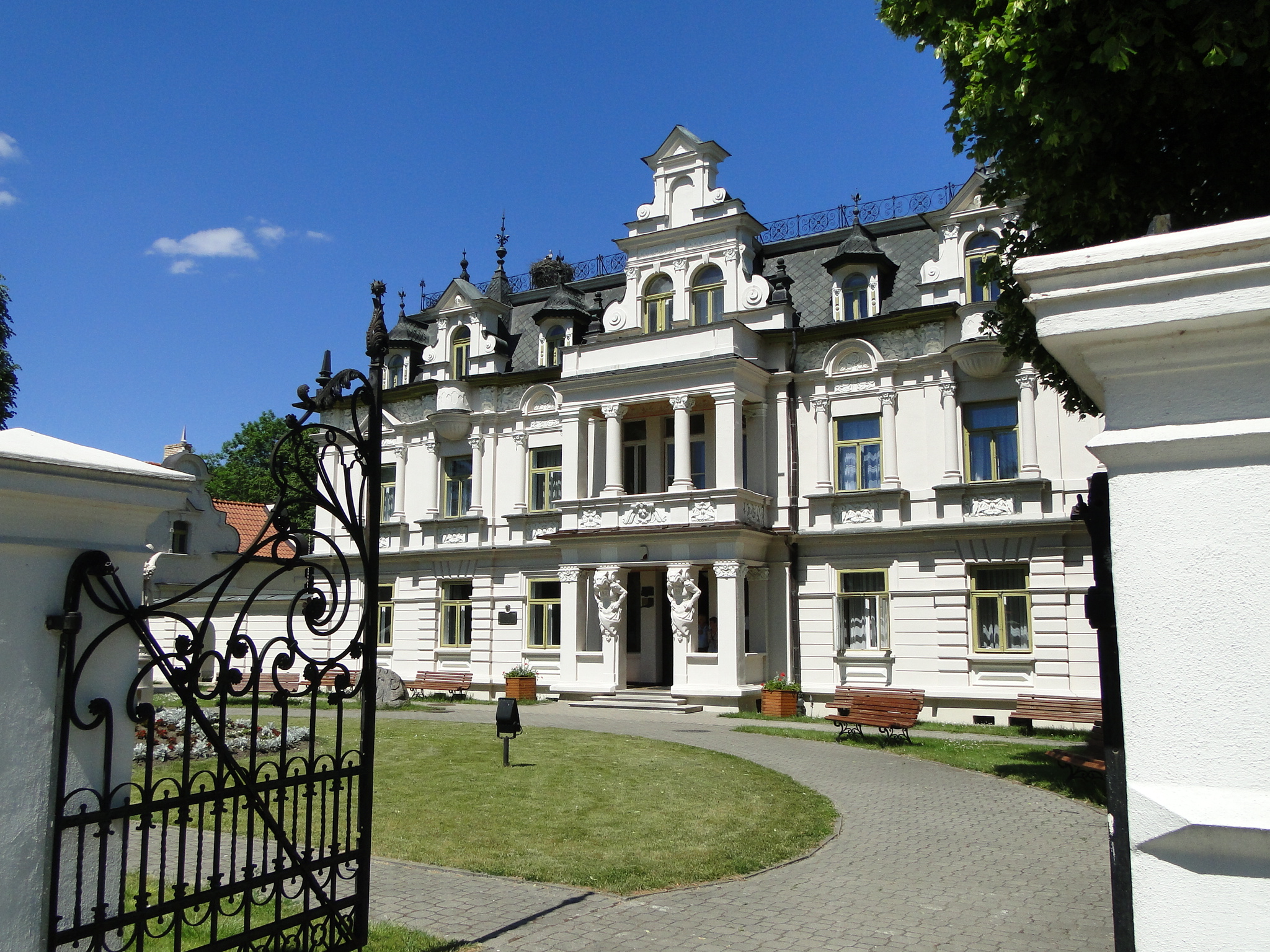
Дворец Буххольцов (1892—1903)

- Супрасльский Благовещенский монастырь — архитектурный комплекс XVI-XX веков, в том числе Благовещенский храм (1505—1510, разрушен в 1944, восстановлен в 1999), Церковь Иоанна Богослова (XIX век, восстановлена в 1958 году), палаты архимандритов (XVII век, восстановлены).
- Корчма (Karczma, ul. Konarskiego, 3, здание XVIII—XIX веков).
- Дворец Буххольцов (1892—1903).

## Транспорт
Через город проходил исторический Великий литовский путь, одна из важнейших дорог Речи Посполитой, соединявшая столицу Польского королевства Варшаву со столицей Великого княжества Литовского Вильнюсом.